# Первомайский (Любинский район)
Первомайский — посёлок в Любинском районе Омской области России. Входит в состав Алексеевского сельского поселения.

## География
Населённый пункт находится на юго-западе центральной части Омской области, в лесостепной зоне, в пределах Ишимской равнины, на расстоянии примерно 44 километров (по прямой) к северо-западу от посёлка городского типа Любинский, административного центра района. Абсолютная высота — 119 метров над уровнем моря.

## Население
| 2010 |
| ---- |
| 24   |

Гендерный состав
По данным Всероссийской переписи населения 2010 года в гендерной структуре населения мужчины составляли 58,3 %, женщины — соответственно 41,7 %.
Национальный состав
По данным переписи 1970 г. в поселке проживало 67 человек, 64% населения составляли немцы.
Согласно результатам переписи 2002 года, в национальной структуре населения русские составляли 58 % из 175 чел., немцы — 30 %.

## Улицы
Уличная сеть посёлка состоит из двух улиц.